# Bo Bartlett
Pour les articles homonymes, voir Bartlett.
Bo Bartlett, né le 29 décembre 1955 à Colombus en Géorgie, est un peintre américain.

## Parcours
Après un séjour de quelques mois à Florence, à l'âge de dix-huit ans, où il apprend le dessin sous la direction du peintre Ben Long (en), il étudie dans les années 1970 à l'Université des arts de Philadelphie, la peinture à la Pennsylvania Academy of the Fine Arts ainsi que l'anatomie au Philadelphia College of Osteopathic Medicine. Durant la même période, il devient l'élève du peintre Nelson Shanks (en). Enfin, au début des années 1980, il est étudiant à l'Université de Pennsylvanie.